# Canarana (Mato Grosso)
Canarana is een gemeente in de Braziliaanse deelstaat Mato Grosso. De gemeente telt 18.014 inwoners (schatting 2009).